# Wilhelm Müller (Verleger, 1815)

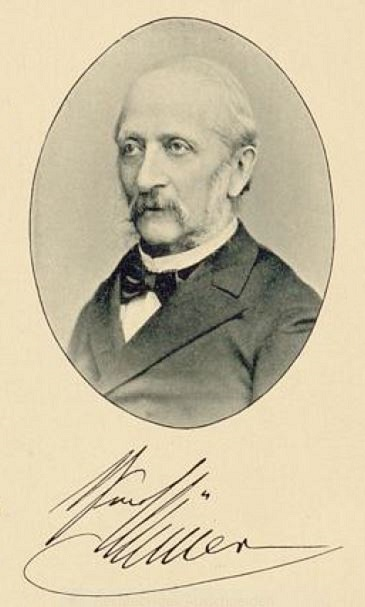
Wilhelm Müller

Wilhelm Müller (* 10. Dezember 1815 in Karlsruhe; † 23. Juni 1890 in Heidelberg) war ein deutscher Verleger und Hofbuchhändler in Karlsruhe sowie ein Sohn des Verlagsgründers Christian Friedrich Müller.

## Leben und Wirken
Wilhelm Müller, der am 10. Dezember 1815 geborene älteste Sohn des Verlegers Christian Friedrich Müller (1776 bis 1821) trat nach dem Besuch des Lyzeums 1830 in das väterliche Geschäft ein. 1832 ging er zu seiner buchhändlerischen Ausbildung nach Frankfurt und kam von dort nach etwa dreijähriger Abwesenheit vorübergehend nach Karlsruhe zurück. Er unterstützte seine Mutter Ernestine Müller geb. Bouginé (1780 bis 1844), die die Geschäfte nach dem Tod von Christian Friedrich Müller so gut es ging leitete. Seine erste und schwerste Aufgabe bestand darin, die in der Firma eingerissenen Missstände zu beseitigen. Nachdem er mit Energie und Geschick wieder Ordnung geschaffen hatte, ging er zur Erwerbung von Kenntnissen in den technischen Betriebszweigen nach Paris und London. 1840 kehrte Wilhelm Müller endgültig nach Karlsruhe zurück.

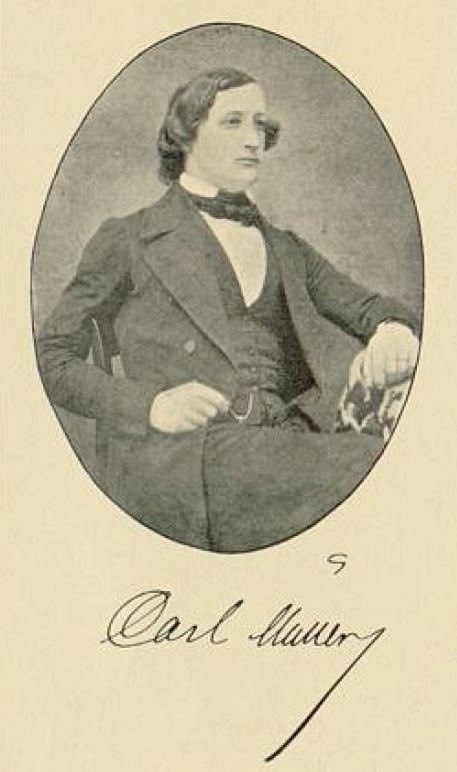
Carl Müller

Sein Bruder Carl Friedrich Theodor Müller, geboren den 2. November 1817, ging 1833 in die buchhändlerische Lehre nach Frankfurt, wo er neben seinem Bruder im gleichen Betrieb arbeitete. Von 1836 an hielt er sich zur Vervollständigung seiner Kenntnisse in Mannheim, Altona, München, Brüssel, London und Paris auf, um 1842 wieder heimzukehren. Am 13. September 1843 übergab die Witwe ihren Söhnen das Unternehmen C.F. Müller Verlag.
Wilhelm Müller wurde 1848 zum Hauptmann der 6. Kompanie der Karlsruher Bürgerwehr erwählt und von 1849 bis 1867 beriefen ihn die Mitbürger in den Gemeinderat. Sein Bruder Carl, der in München an Typhus erkrankte, litt seitdem an hochgradiger Nervosität, dazu kam noch eine Kehlkopfentzündung. Von diesen Krankheiten erholte er sich nicht mehr und starb mit nur 48 Jahren am 21. Januar 1866. Zur gleichen Zeit erfasste Wilhelm Müller ein schweres Augenleiden, das seine völlige Erblindung am grauen Star herbeiführte. Geradezu entsetzlich war die Lage,  in die Wilhelm Müller durch den Tod des Bruders sowie durch seine eigene Erblindung versetzt war. Nur durch die Hilfe bewährter treuer Mitarbeiter gelang es, ohne Schaden für sich und die ganze Familie das Geschäft weiterzuführen. Durch die im Sommer 1866 durch Professor Knapp in Heidelberg vollzogene Operation wurde ihm die Sehkraft zurückgegeben.
Am 1. Oktober 1866 trat sein ältester Sohn Max in das väterliche Unternehmen ein. Im Jahr 1867 erhielt Wilhelm Müller für seine kommunalpolitischen Verdienste das Ritterkreuz erster Klasse des Ordens vom Zähringer Löwen. Im Jahr 1870, zu dessen Anfang der Besitzer eine bedeutende Geschäftsvergrößerung plante, unter anderem auch die Einrichtung von Dampfbetrieb, musste wegen des Deutsch-Französischen Kriegs zurückgestellt werden. Auch sein Sohn Max hatte sich freiwillig zum Kriegsdienst gemeldet. Nach dem Friedensschluss 1871 konnte die Firma vergrößert werden.
Am 1. Juli 1878 nahm Wilhelm Müller seinen Sohn Max als Teilhaber in die Firma auf. Nach der Rückkehr des Sohnes von seiner kaufmännischen und technischen Ausbildung, in den Jahren 1868 bis 1874, brachte für Wilhelm Müller eine bedeutende Arbeitserleichterung mit sich. Nur durch das unbedingte Vertrauen und die stete Bereitwilligkeit seines Vaters, auf seine Ideen einzugehen, war es Max Müller möglich, seine Pläne und Verbesserungen auszuführen.
Im Oktober 1880 feierte Wilhelm Müller sein 50-jähriges Berufsjubiläum danach zog sich aus dem Geschäftsleben zurück. Schon seit Anfang der 1880er Jahre überließ Wilhelm Müller seinem Sohn Max fast ausschließlich die Leitung der Firma. Nun genoss er nach den langen Jahren schwerer Sorgen und anstrengender Arbeit eine Periode wohltuender Ruhe, die ihm durch das fortschreitende Aufblühen des Geschäftes verschönt wurde. Anfang des Jahres 1890 bildete sich bei Wilhelm Müller ein bösartiger Tumor in der Mundhöhle. Auf Anraten der Ärzte musste dieser durch eine Operation entfernt werden, der er sich am 13. Juni 1890 in Heidelberg unterzog. Die Kräfte des alten Mannes zeigten sich aber nicht stabil genug, er starb am 23. Juni 1890 an den Folgen der Operation.
Am 14. September 1843 heirateten Wilhelm Müller und Wilhelmine Fecht aus Karlsruhe. Aus dieser Ehe ging der Sohn Max hervor. Nachdem Wilhelmine Fecht am 6. März 1852 verstarb, heiratete Wilhelm Müller deren Schwester Henriette Fecht am 12. Mai 1853, aus dieser Ehe ging der Sohn Albert hervor. Nach nur dreijähriger Ehe verstarb auch diese zweite Ehefrau, und Wilhelm Müller ging eine dritte Ehe mit Frieda Arnold am 28. November 1859 ein. Aus dieser Ehe ging die Tochter Victoria hervor, die mit Alexander Weltzien verheiratet war.

## Ehrungen
- 1867 wurde Wilhelm Müller durch die Verleihung des Ritterkreuzes erster Klasse vom Zähringer Löwen-Orden ausgezeichnet.

## Veröffentlichungen (Briefe)
- C.-F.-Müllersche Hofbuchhandlung an, 1836. VI. 15.
- C.-F.-Müllersche Hofbuchhandlung an, 1845. I. 1.
- C.-F.-Müllersche Hofbuchhandlung an, 1866. I. 31.
- C.-F.-Müllersche Hofbuchhandlung an, 1878. Dez. 10.

## Nachrufe
- Lebenslauf des am 23. Juni 1890 zu Heidelberg verstorbenen Herrn Hofbuchhändler Wilhelm Müller von Karlsruhe. Bestattung 26. Juni 1890 in Karlsruhe (Stadtarchiv Karlsruhe 10/A Do 9 Biel); Chronik der Haupt- und Residenzstadt Karlsruhe für das Jahr 1890, 6. Jg., Karlsruhe 1891, S. 96, Band zum Download (PDF)